# Para siempre (álbum)
Para siempre es el título del 79°. álbum de estudio grabado por el cantante mexicano Vicente Fernández, fue lanzado al mercado bajo el sello discográfico Sony BMG Norte el 25 de septiembre de 2007. 
El álbum fue producido por su compatriota, el cantautor y compositor Joan Sebastian, y coproducido por Jesús Rincón, el disco es una grabación de éxitos de Mariachi. Se han vendido dos millones de copias en todo el mundo, y es uno de los álbumes más vendidos por Vicente. 
Esto dio lugar a cuatro sencillos: «Estos celos», «La derrota», «Un millón de primaveras» y «Para siempre», este último el cual fue utilizado como tema principal de la telenovela mexicana de la cadena Televisa Fuego en la sangre (2008), bajo la producción de Salvador Mejía Alejandre, lo que le trajo una amplia exposición y ayudó a que se quedara en las listas de éxitos durante más de dos años. Fue nombrado el Álbum Regional Mexicano Más Vendido de la Década por la revista Billboard. 
Originalmente concebido como un proyecto de música de banda, el álbum hizo que Vicente ganara el Premio Grammy Latino al Mejor Álbum Ranchero, Cuatro Premios Oye! y una nominación al Grammy. Para Siempre se considera responsable de llevar la música tradicional mexicana a un público más joven que nunca había escuchado antes al cantante. Vicente lanzó los videos musicales para las doce canciones y grabó un especial de televisión en su rancho en Guadalajara, Jalisco. Una gira promocional con entradas agotadas llevó a la grabación de su siguiente disco en vivo, Primera fila: Vicente Fernández.

## Antecedentes
Dos reconocidos artistas trabajaron juntos por primera vez en Para Siempre: Vicente Fernández, el "Rey" de la música ranchera tradicional de México y uno de los iconos culturales más reconocidos e influyentes de ese país, y el reconocido cantautor mexicano Joan Sebastian, también conocido como el "Rey del jaripeo " ó "El poeta del pueblo" . Desde el surgimiento de Vicente a finales de la década de los 50's, su popularidad entre los mexicanos y méxico-americanos ha sido comparada con la de Frank Sinatra y Elvis Presley en los Estados Unidos. Sus conciertos, tanto en México como en Estados Unidos suelen vender todas las entradas y se dice que sus más de 100 álbumes (incluyendo compilaciones) han vendido 50 millones de copias. Sebastian ha sido aclamado por los críticos por su contribución a la cultura mexicana, gracias a su exitosa carrera musical y su trabajo de producción con artistas como Antonio Aguilar, Pepe Aguilar, Lucero y Rocío Dúrcal; También ganó tres veces un Premio Grammy. Para Siempre, el 79.º álbum de estudio de Fernández, fue lanzado en septiembre de 2007 en varios países. Fue grabado para celebrar el 40.º aniversario de su carrera como cantante, y es, de acuerdo con el sello discográfico de Fernández, uno de sus discos más importantes. Sin embargo, Sebastian dijo que la compañía discográfica no tenía grandes expectativas para el álbum.

## Grabación
Fernández ha declarado que el álbum fue concebido como uno de banda con música original de Sebastian, el primero para el cantante;  antes de esto, en 1993, se había incluido una versión de una canción escrita por Sebastian titulada "Verdad que duele" en su álbum Lástima que seas ajena. Los aficionados de Vicente le solicitaron que grabara canciones de banda escritas por Sebastian, para impulsar el álbum. Él no estaba contento con la idea de cambiar su estilo clásico de mariachi por la banda, pero accedió a grabar con Sebastian como un "gracias" a su público. En la caja del álbum señala el cantante que dedicó el álbum a su esposa e incluyó un mensaje para sus aficionados: ". Como siempre que se mantenga aplaudiendo, voy a estar cantando 'para siempre'"

A finales de 2006, en el rancho de Fernández en Guadalajara, Jalisco, le preguntó a Sebastian sobre qué canciones grabarían en su próximo disco y acordaron que el siguiente proyecto sería trabajar con Fernández en su álbum. Sebastian comenzó a preparar los demos, junto con Beto Jiménez,  y a principios de 2007 le dijo a Fernández que las canciones estaban listas. El cantante voló al estudio del productor y las grabó Fernández ha opinado sobre su trabajo con Sebastian:.
"Él es más que un amigo, es mi hermano, escribe canciones excelentes y tiene una gran sensibilidad."
El disco fue grabado en Cuernavaca, Morelos en JS Studios. "Fui a una de sus casas por un día y en menos de siete horas de mi parte el álbum estaba listo, puso todo sobre la mesa, es muy bueno y romántico " Fernández mantuvo su estilo de mariachi en el álbum y el productor solo añadió más tamboras; el cantante confiaba en que este disco iba a ser un éxito, ya que desde hace tiempo su audiencia estaba exigiendo su unión con Sebastian.

## Lista de canciones
Todas las canciones escritas y compuestas por Joan Sebastian. 
| N.º | Título                            | Duración |  |
| 1.  | «La derrota»                      | 3:17     |  |
| 2.  | «A quién vas a amar más que a mí» | 2:48     |  |
| 3.  | «Los cazahuates»                  | 3:26     |  |
| 4.  | «Niña hechicera»                  | 3:05     |  |
| 5.  | «Amor sin cuenta»                 | 3:27     |  |
| 6.  | «Para siempre»                    | 2:52     |  |
| 7.  | «Estos celos»                     | 3:11     |  |
| 8.  | «Adorado tormento»                | 2:43     |  |
| 9.  | «El último beso»                  | 2:53     |  |
| 10. | «Un millón de primaveras»         | 2:54     |  |
| 11. | «El último en la fila»            | 3:22     |  |
| 12. | «El chofer»                       | 2:17     |  |

## Créditos y personal
La siguiente información es de Allmusic y de las notas de Para Siempre.
- Joan Sebastían – guitarra, letrista arreglista y productor
- Chucho Rincón – coproductor
- Miguel Trujillo – productor ejecutivo
- Dennis F. Parker – ingeniero / mezclador, ingeniero de masterización
- Rigoberto Alfaro / Manuel Cázares Zamudio – arreglistas
- Mara Esquivel – A&R
- Javier Alfaro / Dave Rivera / Javier Carrillo / Hugo Colula — violín
- Francisco Cedillo – viola
- Mónica del Águila / César Martínez / Ildefonso Cedillo / Iván Namash – violonchelo
- Bernardino De Santiago – guitarrón
- Moisés García / Javier Serrano – trompeta
- Erick Romeo Mora Mota – guitar
- Estudios JS Cuernavaca - grabación, mezcla y mástering
- Santiago Turianzo – fotografía
- Ivonne Castañeda – diseño gráfico

## Rendimiento en listas
|                                        | \| Listas (2007/2009) \| Máxima posición \| \| ------------------------------------------ \| --------------- \| \| México Top 100 México \| 1 \| \| Spain Top Albums Chart \| 95 \| \| U.S. Billboard 200[12] \| 38 \| \| U.S. Billboard Top Latin Albums[12] \| 1 \| \| U.S. Billboard Regional Mexican Albums[12] \| 1 \| |
| Listas (2007/2009)                     | Máxima posición |
| México Top 100 México                  | 1 |
| Spain Top Albums Chart                 | 95 |
| U.S. Billboard 200                     | 38 |
| U.S. Billboard Top Latin Albums        | 1 |
| U.S. Billboard Regional Mexican Albums | 1 |

### Sucesión y posicionamiento
| Predecesor: Tour 2007 de Héroes del Silencio | México AMPROFON Mexican Chart Albums — Álbum N°. 1 (Primera vuelta) 4 de febrero de 2008 - 4 de mayo de 2008 | Sucesor: Cómplices de Luis Miguel         |
| Predecesor: Cómplices de Luis Miguel         | AMPROFON Mexican Chart Albums (Segunda vuelta) 16 de junio de 2008 - 22 de junio de 2008                     | Sucesor: MTV Unplugged de Julieta Venegas |

| Predecesor: Cómplices de Luis Miguel                                | U.S. Billboard Top Latin Albums — Álbum N°. 1 (Primera vuelta) 7 de junio de 2008 - 13 de junio de 2008     | Sucesor: Wisin vs. Yandel: Los extraterrestres de Wisin & Yandel                  |
| Predecesor: Wisin vs. Yandel: Los extraterrestres de Wisin & Yandel | U.S. Billboard Top Latin Albums — Álbum N°. 1 (Segunda vuelta) 21 de junio de 2008 - 4 de julio de 2008     | Sucesor: Una noche en Madrid: Marco Antonio Solís: En vivo de Marco Antonio Solís |
| Predecesor: Primera fila de Vicente Fernández                       | U.S. Billboard Top Latin Albums — Álbum N°. 1 (Tercera vuelta) 7 de febrero de 2009 - 13 de febrero de 2009 | Sucesor: Necesito más de tí de Duelo                                              |
| Predecesor: Necesito más de tí de Duelo                             | U.S. Billboard Top Latin Albums — Álbum N°. 1 (Cuarta vuelta) 28 de febrero de 2009 - 6 de marzo de 2009    | Sucesor: Quiéreme más de Patrulla 81                                              |

| Predecesor: Historia de un ídolo de Vicente Fernández                    | U.S. Billboard Regional Mexican Albums — Álbum N°. 1 (Primera vuelta) 13 de octubre de 2007 - 19 de octubre de 2007     | Sucesor: Recuerdos del alma de Los Temerarios                                     |
| Predecesor: Recuerdos del alma de Los Temerarios                         | U.S. Billboard Regional Mexican Albums — Álbum N°. 1 (Segunda vuelta) 17 de noviembre de 2007 - 7 de diciembre de 2007  | Sucesor: Capaz de todo por tí de K-Paz de la Sierra                               |
| Predecesor: Capaz de todo por tí de K-Paz de la Sierra                   | U.S. Billboard Regional Mexican Albums — Álbum N°. 1 (Tercera vuelta) 15 de diciembre de 2007 - 21 de diciembre de 2007 | Sucesor: Capaz de todo por tí de K-Paz de la Sierra                               |
| Predecesor: Los Gabriel... cantan a México de Juan Gabriel & Ana Gabriel | U.S. Billboard Regional Mexican Albums — Álbum N°. 1 (Cuarta vuelta) 26 de abril de 2008 - 4 de julio de 2008           | Sucesor: Una noche en Madrid: Marco Antonio Solís: en vivo de Marco Antonio Solís |
| Predecesor: Si tú te vas de Los Temerarios                               | U.S. Billboard Regional Mexican Albums — Álbum N°. 1 (Quinta vuelta) 6 de septiembre de 2008 - 12 de septiembre de 2008 | Sucesor: Tu inspiración de Alacranes Musical                                      |
| Predecesor: Primera fila de Vicente Fernández                            | U.S. Billboard Regional Mexican Albums — Álbum N°. 1 (Sexta vuelta) 7 de febrero de 2009 - 13 de febrero de 2009        | Sucesor: Necesito de tí de Duelo                                                  |
| Predecesor: Necesito de tí de Duelo                                      | U.S. Billboard Regional Mexican Albums — Álbum N°. 1 (Séptima vuelta) 28 de febrero de 2009 - 6 de marzo de 2009        | Sucesor: Quiéreme más de Patrulla 81                                              |

## Certificaciones
| País   | Organismo certificador | Certificación  | Ventas certificadas | Ref.   |
| ------ | ---------------------- | -------------- | ------------------- | ------ |
| México | AMPROFON               | Diamante + Oro | 330,000             | [ 13 ] |